# Ормечеа, Чин
Чин Хоссуе Ормечеа Ой (исп. Chin Jossue Hormechea Hoy; род. 12 мая 1996) — панамский футболист, защитник, клуба «Сан-Мигелито» и сборную Панамы.

## Клубная карьера
Ормечеа — воспитанник клуба «Арабе Унидо». 8 сентября 2013 года в матче против «Чепо» он дебютировал в чемпионате Панамы.

## Международная карьера
В 2013 году Омечеа принял участие в юношеском чемпионате мира в ОАЭ. На турнире он сыграл в матчах против сборных Узбекистана, Хорватии и Марокко.
В 2015 году Ормечеа был включён в заявку молодёжной сборной Панамы на участие в Молодёжном кубке КОНКАКАФ на Ямайке. На турнире он сыграл в матчах против команд Мексики, Арубы, США, Ямайки, Тринидада и Тобаго и Гватемалы. По итогам соревнований Чин завоевал серебряную медаль.
Летом того же года Ормечеа принял участие в молодёжном чемпионате мира в Новой Зеландии. На турнире он сыграл в матчах против команд Аргентины и Австрии.
8 февраля 2015 года в товарищеском матче против сборной США Чин дебютировал за сборную Панамы. В этом же поединке он забил свой первый гол за национальную команду.

## Достижения
Панама (до 17)
- Юношеский кубок КОНКАКАФ — 2013

 Панама (до 20)
- Молодёжный кубок КОНКАКАФ — 2015